# NCBI Schweiz

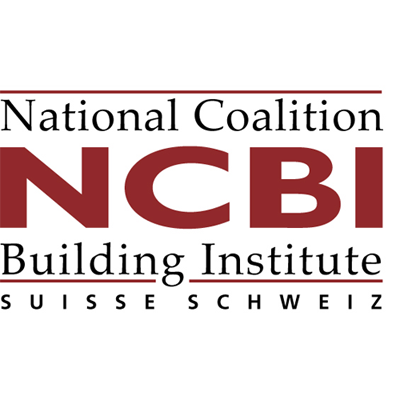
NCBI Schweiz Logo

NCBI Schweiz ist ein gemeinnütziger Verein, der sich für den Abbau von Vorurteilen, von Rassismus und Diskriminierung jeglicher Art sowie für Gewaltprävention und konstruktive Konfliktlösung einsetzt.
NCBI heisst „National Coalition Building Institute“, was mit „Brückenbauer-Institut“ übersetzt werden kann. NCBI Schweiz arbeitet zusammen mit NCBI International, das aus über 50 Sektionen in den USA, Kanada, Großbritannien, Österreich, Deutschland, Bulgarien und Bosnien-Herzegowina besteht. Der Verein wurde 1995 gegründet.
Der Verein vermittelt durch Workshops, Kriseninterventionen und Beratungen konkrete Fähigkeiten, um in Konfliktsituationen konstruktiv, solidarisch und wirksam zu handeln. Dadurch kann NCBI auch bei schwierigen Konfliktthemen mediativ wirken und ein friedliches und demokratisches Zusammenleben fördern. Das Workshop-Konzept von NCBI wird in Schulen, Unternehmen, Behörden, religiösen Organisationen, Jugendarbeit, Sozialarbeit, Jugendanwaltschaften und Erwachsenenbildung eingesetzt.
Einige Module:
- Train-the-trainers, Multiplikator-Kurs
- Peacemakers für den Pausenplatz
- Begegnungsworkshops (mit Muslimen, Juden, Holocaustüberlebenden, Homosexuellen, Kosovo-Albanern, Bosniern)
- Interkulturelle Mediation: Kurs für Schlüsselpersonen, Begleitung bei der Durchführung von Projekten und Veranstaltungen.